# Romaldo Giurgola
Romaldo Giurgola, detto Aldo, (Roma, 2 settembre 1920 – Canberra, 16 maggio 2016) è stato un architetto e scrittore italiano naturalizzato australiano.

## Biografia
Dopo il servizio nelle forze armate italiane durante la seconda guerra mondiale, si è iscritto alla facoltà di architettura dell'Università La Sapienza di Roma dove si è laureato con il massimo dei voti nel 1949. Nello stesso anno, si è trasferito negli Stati Uniti e ha conseguito un master in architettura presso la Columbia University.
Negli anni ottanta si è trasferito in Australia, dove ha preso la cittadinanza nel 2000.

### Docente
Nel 1954 è stato Assistant Professor di architettura presso l'Università della Pennsylvania e nel 1966 è diventato presidente della Columbia University School of Architecture and Planning a New York.

### Architetto
Nel 1958 con Ehrman B. Mitchell ha aperto lo studio di architettura Mitchell/Giurgola a Filadelfia.
Il primo edificio importante dello studio Mitchell/Giurgola è stato nel 1957 il Visitor Centre del Wright Brothers National Memorial per il National Park Service.

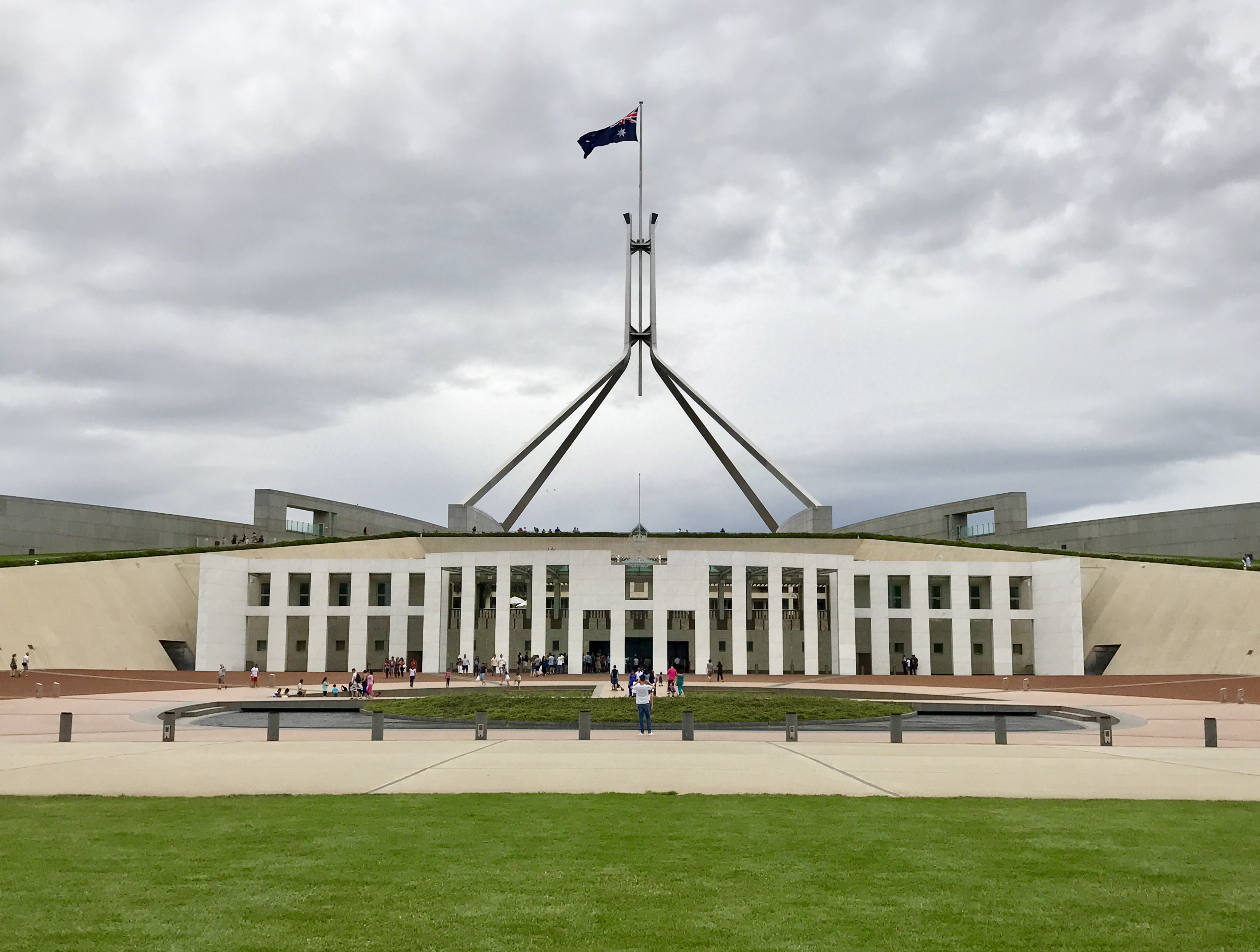
Palazzo del Parlamento di Canberra

Invitato a far parte del gruppo di giudici per il concorso internazionale per la realizzazione della sede del Parlamento australiano a Canberra, scelse invece di partecipare al concorso. Dopo averlo vinto, si è trasferito a Canberra per sorvegliare la realizzazione del progetto e lì ha continuato la sua attività prendendo la cittadinanza australiana nel gennaio 2000.

## Opere
- Wright Brothers National Memorial Visitor Center, Kitty Hawk, Carolina del Nord (1958–60)
- Ampliamento del Museo di archeologia e antropologia dell'Università della Pennsylvania, Filadelfia, Pennsylvania (1960–73)
- Kenneth and Judy Dayton Residence, Wayzata, Minnesota (1970, demolito nel 2016)
- United Fund Headquarters Building, Filadelfia, Pennsylvania (1971)
- Boston Public Library, South End Branch, Boston, Massachusetts (1971)[2]
- INA Tower, Filadelfia, Pennsylvania (1971–75)
- Penn Mutual Tower, Filadelfia, Pennsylvania (1971–75)
- Columbus East High School, Columbus, Indiana (1972)
- Lang Music Building, Swarthmore College, Swarthmore, Pennsylvania (1973)
- Casa Thomas Jefferson, Brasilia, Brasile (1974)
- Liberty Bell Pavilion, Independence National Historical Park, Filadelfia, Pennsylvania (1974–75, demolito nel 2006)
- Tredyffrin Public Library, Strafford, Pennsylvania (1976)
- Sherman Fairchild Center for the Life Sciences, Columbia University, New York (1977)
- Wainwright State Office Building, Saint Louis, Missouri (1981)
- Walter Royal Davis Library, Università della Carolina del Nord a Chapel Hill, Chapel Hill, Carolina del Nord (1982)
- Palazzo del Parlamento, Canberra, Australia (1981–1988)
- AB Volvo Corporate Headquarters, Göteborg, Svezia (1984)
- Layfayette Place, Boston, Massachusetts (1985)
- Virginia Air and Space Center / Hampton Roads History Center, Hampton, Virginia (1987/1992)
- St Thomas Aquinas Catholic Church, Charnwood (Canberra), Australia (1989)[3]
- IBM Advanced Business Institute, Palisades, New York (1989)
- Solana Westlake Park, Southlake, Texas (1989)
- Life Sciences Building, CIBA Pharmaceuticals, Summit, New Jersey (1994)
- Ampliamento della Cattedrale di San Patrizio a Parramatta, Australia (2003)

## Pubblicazioni
- Louis I. Kahn, curatela con Jaimini Mehta, Bologna, Zanichelli, 1981, ISBN 88-08-03108-X.
- Mitchell Giurgola architects, con Ehrman B. Mitchell, New York, Rizzoli International, 1983, ISBN 084780495X.

## Onorificenze e riconoscimenti

### Riconoscimenti
- Membro associato della National Academy of Design (1982) e poi accademico (1994)
- Medaglia d'oro AIA dall'American Institute of Architects (1982)
- ACSA Distinguished Professor Award dall'ACSA (Association of Collegiate Schools of Architecture) (1987-88)
- RAIA Gold Medal dal Royal Australian Institute of Architects (1988)
- RAIA's Sir Zelman Cowen Award for Public Buildings per la sede del Parlamento australiano a Canberra (1989)
- RAIA's Canberra Medallion per la St. Thomas Aquinas Church a Charnwood (Canberra) (1989)
- Australian Centenary Medal "for service as Principal Architect of the new and permanent Parliament House" (2001)
- Laurea honoris causa dell'Università di Sydney (2003)
- RAIA's Sir Zelman Cowen Award for Public Buildings per la Cattedrale di San Patrizio a Parramatta (2004)